# 유지나 (대학 교수)
유지나(1960년 5월 19일 ~ )은 대한민국의 대학 교수이다.

## 학력
- 진명여자고등학교 (졸업)
- 이화여자대학교 불어불문학과 (졸업)
- 이화여자대학교 대학원 불어불문학과 (졸업)
- 파리제7대학교 대학원 영화분석 D.E.A. (졸업)
- 파리제7대학교 대학원 문학과 (졸업)

## 경력
- 1990 세계영화백과사전 편찬위원
- 1993 영화자료원 자문위원
- 1994.01 공연윤리심의위원회 심의위원
- 1996.06 한국영화연구소 부소장
- 1999.09 한국영화인회의 공동의장
- 2000.03 여성영화인모임 준비위원회 준비위원
- 2002.05 제2기 영화진흥위원회 위원, 스크린쿼터 문화연대 국제연대 위원장, 한국영화학회, 영상문화학회 이사
- 2002.08~ 스크린쿼터문화연대 제 2대 이사장
- 동국대학교 영상학과 교수

## 생애
2009년 유지나는 배우 장자연의 죽음과 관련하여 그 의혹을 명확하게 밝혀야 하고 연예계의 고질적인 악 관행을 근절하기 위해서는 장자연이 유서에서 명시한 가해자 명단을 공개하여 일벌백계해야 한다는 입장을 취했다.
2011년 8월 유지나는 '씨네 콘서트'를 열어 대중과 소통하는 모습을 보였다.

## 상훈
- 2000 제 21회 청룡영화상 영화평론상
- 2005 프랑스 교육공로훈장
- 2005 동국대학교 명강의상